# Castle of Illusion
Castle of Illusion (ou Castle of Illusion Starring: Mickey Mouse, titre original japonais : I Love Mickey Mouse: Fushigi no Oshiro Daibouken) est un jeu vidéo de plates-formes, développé par Sega, sorti sur Mega Drive en 1990.
Le 11 avril 2013, Sega dévoile une bande annonce pour une version HD rénovée du jeu Castle of Illusion, qui sort en septembre 2013 sur Xbox 360, PS3 et PC.

## Synopsis
Minnie vient d'être enlevée par une sorcière, Mizrabel, jalouse de sa beauté. Mickey Mouse doit donc tout tenter pour la délivrer. Il pénètre alors dans le « Château de l'Illusion » (« Castle of Illusion ») et commence à explorer chacune des pièces, à la recherche des sept gemmes, qui lui permettront de sauver Minnie.

## Système de jeu

### Généralités
Le jeu se présente comme un jeu de plates-formes 2D classique en scrolling, le joueur incarne Mickey Mouse et le dirige au long de son périple derrière chacune des portes du château.
Mickey a un éventail de mouvements intéressant pour l'époque, il sait marcher, sauter, se baisser, lancer des objets ou des projectiles, mais aussi nager et se suspendre à une corde pour se balancer. Pour blesser ou tuer un ennemi, il doit lui sauter dessus ou lui lancer un objet (comme une pomme ou une bille).
La technique du saut pour attaquer est importante dans le jeu, elle diffère de celle de Sonic, ici il faut sauter puis se mettre en position d'attaque, soit en appuyant deux fois sur « sauter » soit en appuyant sur « sauter » puis sur « bas ». Il est possible de rebondir de nombreuses fois en sautant et attaquant un ou plusieurs ennemis (sans retomber au sol entre deux attaques), et ainsi de multiplier les points obtenus.
À chaque fois qu'un boss sera défait, le joueur récupèrera une gemme. Une fois les sept gemmes récoltées, Mickey pourra créer un arc-en-ciel et rentrer dans la tour de la sorcière pour sauver Minnie.
Le jeu dispose de trois modes de difficulté : « Practice », qui ne contient que trois niveaux simplifiés, « Normal », qui s'étale sur sept niveaux, et « Hard », également sur ces mêmes sept niveaux, mais avec plus d'ennemis.

### Niveaux
Le jeu propose 5 environnements distincts dans la version Mega Drive : une forêt, une salle de jouets, des ruines, des douves et le château alors qu'il en propose 6 pour la version Master System : une forêt, une salle de jouets, un monde composé de sucreries, le bureau, l'horloge et le château.
Entre autres, certains passages ont véritablement marqué les joueurs comme la pomme géante qui tente d'écraser Mickey, ou la partie de la salle des jouets ou le héros se retrouve la tête en bas (écran inversé).

## Versions
- Le jeu est également sorti dans une version 8 bits sur Master System et Game Gear. Dans cette version, Mickey ne peut pas ramasser de petits projectiles (pommes, billes) pour les lancer sur ses ennemis, mais uniquement des objets « lourds » (pot de miel, clé, etc.). Contrairement à la version Mega Drive, le joueur peut choisir l'ordre des niveaux à parcourir.
- La version Mega Drive est ressortie dans un pack Disney Collection avec Quackshot.
- Un remake HD est sorti en septembre 2013 sur Xbox360, PS3 et PC.